# Bukit Mertajam
Bukit Mertajam – miasto w Malezji, w stanie Penang. Według danych szacunkowych na rok 2007 liczy 231 440 mieszkańców. Ośrodek przemysłowy.